# Неравенство Седракяна
В элементарной математике, следующее неравенство известно как неравенство Седракяна, неравенство Бергстрема, форма Энгеля или лемма Титу соответственно, отсылая к статье «О приложениях одного полезного неравенства» Наири Седракяна, опубликованной в 1997 году, к книге «Стратегии решения задач». Артура Энгеля, опубликованной в 1998 году, и книге «Сокровища математических олимпиад» Титу Андрееску, опубликованной в 2003 году. Это прямое следствие неравенства Коши-Буняковского-Шварца. В своей статье (1997) Седракян заметил, что это неравенство может быть использовано как метод математического доказательства и имеет очень полезные новые применения. В книге «Алгебраические неравенства» (Седракян) дано несколько обобщений этого неравенства.

## Формулировка неравенства
Для любых вещественных {\displaystyle a_{1},a_{2},a_{3},\ldots ,a_{n}} и положительных чисел{\displaystyle b_{1},b_{2},b_{3},\ldots ,b_{n},} верно:
{\displaystyle {\frac {a_{1}^{2}}{b_{1}}}+{\frac {a_{2}^{2}}{b_{2}}}+\cdots +{\frac {a_{n}^{2}}{b_{n}}}\geq {\frac {\left(a_{1}+a_{2}+\cdots +a_{n}\right)^{2}}{b_{1}+b_{2}+\cdots +b_{n}}}.}
(Наири Седракян (1997), Артур Энгель (1998), Титу Андрееску (2003))

### Вероятностное утверждение
Подобно неравенству Коши-Шварца, неравенство Седракяна можно обобщить на случайную величину . В этой формулировке пусть {\displaystyle X} — действительная случайная величина, и пусть {\displaystyle Y} — положительная случайная переменная. X и Y не обязательно должны быть независимыми, но мы предполагаем, что {\displaystyle E[|X|]} и {\displaystyle E[Y]} определены. Тогда
{\displaystyle \operatorname {E} [X^{2}/Y]\geq \operatorname {E} [|X|]^{2}/\operatorname {E} [Y]\geq \operatorname {E} [X]^{2}/\operatorname {E} [Y].}

## Прямые приложения
Пример 1. Неравенство Несбитта.
Для положительных действительных чисел {\displaystyle a,b,c:}{\displaystyle {\frac {a}{b+c}}+{\frac {b}{a+c}}+{\frac {c}{a+b}}\geq {\frac {3}{2}}.}
Пример 2. Международная математическая олимпиада (ИМО) 1995 г.
Для положительных действительных чисел {\displaystyle a,b,c}, где {\displaystyle abc=1} выполняется:
{\displaystyle {\frac {1}{a^{3}(b+c)}}+{\frac {1}{b^{3}(a+c)}}+{\frac {1}{c^{3}(a+b)}}\geq {\frac {3}{2}}.}
Пример 3.
Для положительных действительных чисел {\displaystyle a,b} имеем {\displaystyle 8(a^{4}+b^{4})\geq (a+b)^{4}.}
Пример 4.
Для положительных действительных чисел {\displaystyle a,b,c} верно {\displaystyle {\frac {1}{a+b}}+{\frac {1}{b+c}}+{\frac {1}{a+c}}\geq {\frac {9}{2(a+b+c)}}.}

### Доказательства
Пример 1.
Доказательство: Используем {\displaystyle n=3,}{\displaystyle \left(a_{1},a_{2},a_{3}\right):=(a,b,c),} и {\displaystyle \left(b_{1},b_{2},b_{3}\right):=(a(b+c),b(c+a),c(a+b))}, тогда:
{\displaystyle {\frac {a^{2}}{a(b+c)}}+{\frac {b^{2}}{b(c+a)}}+{\frac {c^{2}}{c(a+b)}}\geq {\frac {(a+b+c)^{2}}{a(b+c)+b(c+a)+c(a+b)}}={\frac {a^{2}+b^{2}+c^{2}+2(ab+bc+ca)}{2(ab+bc+ca)}}={\frac {a^{2}+b^{2}+c^{2}}{2(ab+bc+ca)}}+1\geq {\frac {1}{2}}(1)+1={\frac {3}{2}}.\blacksquare }
Пример 2.
Имеем {\displaystyle {\frac {{\Big (}{\frac {1}{a}}{\Big )}^{2}}{a(b+c)}}+{\frac {{\Big (}{\frac {1}{b}}{\Big )}^{2}}{b(a+c)}}+{\frac {{\Big (}{\frac {1}{c}}{\Big )}^{2}}{c(a+b)}}\geq {\frac {{\Big (}{\frac {1}{a}}+{\frac {1}{b}}+{\frac {1}{c}}{\Big )}^{2}}{2(ab+bc+ac)}}={\frac {ab+bc+ac}{2a^{2}b^{2}c^{2}}}\geq {\frac {3{\sqrt[{3}]{a^{2}b^{2}c^{2}}}}{2a^{2}b^{2}c^{2}}}={\frac {3}{2}}.}
Пример 3.
Верно {\displaystyle {\frac {a^{2}}{1}}+{\frac {b^{2}}{1}}\geq {\frac {(a+b)^{2}}{2}}}, так что {\displaystyle a^{4}+b^{4}={\frac {\left(a^{2}\right)^{2}}{1}}+{\frac {\left(b^{2}\right)^{2}}{1}}\geq {\frac {\left(a^{2}+b^{2}\right)^{2}}{2}}\geq {\frac {\left({\frac {(a+b)^{2}}{2}}\right)^{2}}{2}}={\frac {(a+b)^{4}}{8}}.}
Пример 4.
У нас есть
{\displaystyle {\frac {1}{a+b}}+{\frac {1}{b+c}}+{\frac {1}{a+c}}\geq {\frac {(1+1+1)^{2}}{2(a+b+c)}}={\frac {9}{2(a+b+c)}}.}